# Комплекс підготовки нафти і газу Болашак
Комплекс підготовки нафти і газу Болашак – складова облаштування унікального нафтового родовища Кашаган.
Трубопровідна система «Острів D – Болашак» доправляє нафту та частину попутного газу Кашагану до спорудженого на північ від узбережжя Каспійського моря комплексу, який має:
- три лінії підготовки нафти добовою потужністю по 165 тисяч барелів, що провадять остаточне розгазування, дегідрадацію та обезсолювання;
- дві лінії підготовки газу, що здатні вилучати зріджені вуглеводневі гази (ЗВГ, гомологи метану) та сірководень, з якого далі продукують сірку. ЗВГ далі проходять розділення, при цьому фракція С5+ (газовий бензин) домішується до товарної нафти, а пропан-бутанова фракція використовується як паливо або домішується до товарного газу (з метою монетизації ресурсу пропану та бутану в 2020-х узялись за спорудження газопереробного заводу Кашаган). 
Очищений товарний газ використовується для живлення технологічних установок родовища (зокрема, повертається на острів D по зазначеній вище системі), на ТЕС Болашак та постачається зовнішнім споживачам по трубопроводу Болашак – Макат. 
Комплекс Болашак був завершений в 2013 році. Станом на кінець 2019 рік він щоденно приймав 380 тисяч барелів нафти і 12,5 млн 3 газу та виробляв 3,8 тисяч тон сірки. Первісно сірка розміщувалась на картах зберігання, а з 2017-го почала вивозитись через спеціальний залізничний термінал.